# 倉前盛通
倉前 盛通（くらまえ もりみち、1921年3月4日 - 1991年3月10日）は、日本の政治学者。本名は倉前 義男（くらまえ よしお）。

## 来歴
鹿児島県鹿児島市生まれ。1942年、熊本高等工業学校冶金科（現在、熊本大学工学部）を卒業した。東北大学金属材料研究所、アジア経済研究所などを経て亜細亜大学教授。戦後における地政学研究を主導し、在職当時に発表した「悪の論理」はベストセラーとなった。
1991年3月10日、心不全のため死去。

## 人物

### 統一教会との関係
- 統一教会の関連団体「世界平和教授アカデミー」の機関紙『季刊アカデミー』の1976年1月号、1978年10月号に、倉前は寄稿した[2][3]。
- 世界平和教授アカデミーの機関紙『知識』の1980年4月号に寄稿した[4]。
- 1975年12月15日に世界平和教授アカデミーが主催し、統一教会幹部の松下正寿が基調講演をした「第五回国際学術会議」に、倉前は論文を提出した[5]。

## 著書
- 《前頭葉》国家論　核とコンピューターの革命（外交時報社、1967年）倉前義男
- ソ連の新頭脳集団（経済往来社、1970年）倉前義男
- ソ連領北東アジア－その自然と交通経済（八千代出版）
- 自然観と科学思想（南窓社、1976年）
- 現代の国際環境（春秋社）
- 情報社会のテロと祭祀―その悪の解析（創拓社、1978年）
- 悪の論理―地政学とは何か （日本工業新聞社、1977年／角川文庫、1980年）
- 新・悪の論理―変転する超大国のゲオポリティク（日本工業新聞社、1980年、増補版1985年）
- 艶の発想―情報美学について（講談社、1981年）
- ゲオポリティク入門　国家戦略策定の仮設 （春秋社、1982年）
- 悪の超心理学（太陽企画出版 1983年）
- 悪の運命学―ひとを動かし、自分を律する強者のシナリオ（プレジデント社、1983年）
- 悪のクレムリン謀略―狙われる日本と世界 (広済堂ブックス、1984年）
- 悪の戦争学―国際政治のもう一つの読み方（太陽企画出版、1984年）
- 世界を動かす「影」のシナリオ―国際情勢の明日をどう読むか（PHP研究所、1984年）
- 悪の宗教パワー―日本と世界を動かす悪の論理 (広済堂ブックス、1986年）